# Staw Królówka
Staw Królówka – użytek ekologiczny w południowo-zachodniej części Krakowa, w dzielnicy VIII Dębniki, w rejonie ul. Winnickiej i ul. Królówka (Skotniki). Został utworzony uchwałą Rady Miasta Krakowa z dnia 20 listopada 2013 roku.
Użytek ekologiczny Staw Królówka zajmuje powierzchnię 0,85 ha. Został ustanowiony w celu ochrony ekosystemu zbiornika wodnego stanowiącego siedlisko przyrodnicze i stanowisko rzadkich lub chronionych gatunków związanych ze środowiskiem wodnym, a w szczególności płazów i gadów. Stanowi on miejsce rozrodu ropuchy szarej (Bufo bufo) i żaby moczarowej (Rana arvalis), a także ważek (Odonata).
Staw Królówka położony jest w obrębie Bielańsko-Tynieckiego Parku Krajobrazowego. Na północ od niego rozciąga się jedna z enklaw obszaru Natura 2000 Dębnicko-Tyniecki obszar łąkowy.